# جو کیوبرت
ژوزف کیوبرت (به لهستانی: Joseph Kubert) (‎/ˈk[invalid input: 'ju:']bərt/‎) (زادهٔ ۱۸ سپتامبر ۱۹۲۶ – درگذشتهٔ ۱۲ اوت ۲۰۱۲) هنرمند کتاب‌های مصور آمریکایی و بنیانگذار مدرسهٔ کیوبرت بود که نقشی تأثیرگذار در کتاب‌های کمیک داشت.

## زندگی
کیوبرت در ۱۸ سپتامبر ۱۹۲۶ در یک خانوادهٔ یهودی در جمهوری دوم لهستان (هم‌اکنون در اوکراین) زاده شد. او پسر اتا رایزنبرگ (به لهستانی: Etta Reisenberg) و یاکوب کیوبرت (به لهستانی: Jacob Kubert) بود. خانوادهٔ کیوبرت وقتی که هنوز دوماهه بود به بروکلین مهاجرت کردند. او در محلهٔ نیویورک شرقی بزرگ شد. او که پسر یک کوشر قصاب بود از همان کودکی شروع کرد به نقاشی که این کار او مورد تشویق والدینش قرار گرفت.
در نهایت، کیوبرت در ۱۲ اوت ۲۰۱۲ در ۸۵ سالگی در موریستاون درگذشت.

## فعالیت هنری
جو کیوبرت نقشی تأثیرگذار در کتاب‌های کمیک داشت. او یکی از چهره‌های برجسته در میان هنرمندان کتاب‌های مصور و از چهره‌های برجستهٔ دوره طلایی این کتاب‌ها بود.
کیوبرت که از دههٔ ۱۹۳۰، زمانی که یک نوجوان بود کار خود را شروع کرد. او از آخرین بازماندگان تصویرپردازان کتاب مصور بود که با هنر خود به تعریف جدیدی از این ژانر در سال‌های پیش از جنگ جهانی دوم کمک کرد.
پل لویتس رئیس پیشین انجمن کمیکز در مصاحبه‌ای دربارهٔ او گفت: کیوبرت طولانی‌ترین کار مداوم در این زمینه را در کارنامه‌اش ثبت کرد.
او در کنار رابرت کانیگر خالق گروهبان راک و هاوکمن یک جنگندهٔ هوایی از چهره‌های کمیک مربوط به جنگ جهانی دوم بود. او «تور» یک قهرمان پیشاتاریخی را نیز خلق کرد و به عنوان یکی از شکل‌دهندگان مؤثر در شخصیت تارزان شناخته می‌شد.
این هنرمند با همراهی همسرش با راه‌اندازی یک مدرسهٔ هنری در سال ۱۹۷۶، به ایجاد نسل جدیدی از هنرمندان کتاب‌های مصور کمک کرد و دانشجویانی از سراسر جهان را در دوره‌های سه‌ساله آموزش داد. آماندا کانر، تام مندارک، راگس مورالس از جمله این هنرمندان هستند.
کیوبرت اغلب به عنوان هنرمند جنگ شناخته می‌شد و در آثار و گفتگوهایش بر این مسئله تأکید می‌کرد که درست‌تر این است که او را ضدجنگ بنامند. سبک بصری آثار منحصربه‌فرد او خام، قدرتمندانه و در عین حال عاطفی‌اند و او این سبک را بیش از نیم قرن ادامه داد.
«ارتش ما در جنگ» مجموعه‌ای از دههٔ ۱۹۵۰، یکی از این مجموعه‌هایی است که خشونت جنگ را نشان می‌دهد. «فکس از سارایوو» در سال ۱۹۹۶ دربارهٔ جنگ بوسنی، «یوسل» در سال ۲۰۰۳ دربارهٔ شورش محله‌ای در ورشو و «دونگ ژویی» در سال ۲۰۱۰ دربارهٔ جنگ ویتنام از دیگر آثار او در این زمینه‌اند.

## پی‌نوشت
1. ↑  Horn, Maurice. Contemporary Graphic Artists: A Biographical, Bibliographical, and Critical Guide to Current Illustrators, Animators, Cartoonists, Designers, and Other Graphic Artists. Gale Research Co. , 1986. Archived at Google Books. Retrieved August 12, 2012.
2. ↑  «جو کیوبرت درگذشت»،  ایبنا.
3. ↑  Joe Kubert at the Lambiek Comiclopedia. Retrieved August 12, 2012.
4. ↑  Meth، Clifford (ژوئن ۴, ۲۰۰۵). «Joe Kubert: From Shtetl to Grand Master - Part One». "Meth Addict" (column), ComicsBulletin.com. بایگانی‌شده از اصلی در ۲۰ اوت ۲۰۰۸. دریافت‌شده در ۱۸ اوت ۲۰۱۲.
5. ↑  «نسخه آرشیو شده». بایگانی‌شده از اصلی در ۱۷ مه ۲۰۱۳. دریافت‌شده در ۱۸ اوت ۲۰۱۲.
6. ↑  Kubert، Joe (۲۰۰۳). «Excerpt from Yossel». JBooks.com. بایگانی‌شده از روی نسخه اصلی در ۲۱ ژوئیه ۲۰۱۱. دریافت‌شده در ۱۸ اوت ۲۰۱۲.
7. ↑  «جو کیوبرت درگذشت»،  ایبنا.
8. ↑  «جو کیوبرت درگذشت»،  ایبنا.
9. ↑  «جو کیوبرت درگذشت»،  ایبنا.
10. ↑  «جو کیوبرت درگذشت»،  ایبنا.
11. ↑  «جو کیوبرت درگذشت»،  ایبنا.
12. ↑  «جو کیوبرت درگذشت»،  ایبنا.
13. ↑  «جو کیوبرت درگذشت»،  ایبنا.
14. ↑  «جو کیوبرت درگذشت»،  ایبنا.
15. ↑  «جو کیوبرت درگذشت»،  ایبنا.
16. ↑  «جو کیوبرت درگذشت»،  ایبنا.